# Acalolepta bispinosipennis
Acalolepta bispinosipennis är en skalbaggsart som beskrevs av Stefan von Breuning 1969. Acalolepta bispinosipennis ingår i släktet Acalolepta och familjen långhorningar.
Artens utbredningsområde är Sulawesi. Inga underarter finns listade i Catalogue of Life.